# 591
Năm 591 là một năm trong lịch Julius.